# فرد الکساندر
فرد الکساندر (انگلیسی: Fred Alexander؛ زاده ۱۴ اوت ۱۸۸۰ درگذشته ۳ مارس ۱۹۶۹) یک تنیس‌باز اهل ایالات متحده آمریکا بود.